# (6000) United Nations
(6000) United Nations ist ein Asteroid im Hauptgürtel, der am 27. Oktober 1987 vom Brorfelde-Observatorium aus durch Poul Jensen entdeckt wurde.
Der Asteroid wurde nach der Organisation der Vereinten Nationen (englisch United Nations) benannt.